# Elecciones provinciales de Buenos Aires de 1913
Las elecciones generales de la provincia de Buenos Aires de 1913 se realizaron el 7 de diciembre. Fueron los primeros comicios gubernativos desde la sanción de la Ley Sáenz Peña, que garantizaba el voto secreto. Aunque Buenos Aires era la provincia más poblada y electoralmente más importante, el principal partido de la oposición, la Unión Cívica Radical, boicoteó las elecciones aduciendo la evidente falta de garantías de parte del gobierno de Luis García, del Partido Conservador. Mientras que las tres listas presentadas: el PAN, el Partido Principista y el Partido Provincialista, apoyaron a Ugarte, se presentó como única oposición Alfredo Palacios, del Partido Socialista.
Ugarte obtuvo una arrolladora victoria con más del 89% de los votos y 87 de los 94 miembros del Colegio Electoral Provincial, encargado de elegir al Gobernador y al Vicegobernador. El Colegio Electoral se reunió poco después de los comicios y proclamó a Ugarte gobernador, siendo juramentado el 1 de mayo. No cumpliría su mandato constitucional, ya que luego de convertirse en el primer presidente democráticamente electo, el radical Hipólito Yrigoyen intervendría la provincia.

## Resultados
|  | 78,78 % |

|  | 8,49 % |

|  | 2,29 % |

|  | 89,55 % |

|  | 10,45 % |

|  | 92,30 % |

|  | 7,70 % |